# Best of 061122-071122
Best of 061122-071122 är ett samlingsalbum av Miss Li som gavs ut 15 december 2007. Best of 061122-071122 är ett dubbelalbum där den första skivan sammanfattar Miss Lis första tre album och den andra skivan består av tidigare outgivet material. . 

## Låtlista
CD 1 (Best of 061122-071122)
1. "Oh Boy"
2. "Let her go"
3. "I'm sorry, he's mine"
4. "Gotta leave my troubles behind"
5. "Why don't you love me"
6. "High on You"
7. "Kings & Queens"
8. "Seems like we lost it"
9. "Leave my man alone"
10. "Ba ba ba"
11. "Miss Li"

CD 2 (Outtakes and b-sides)
1. "I can't give you anything"
2. "It was a partynight"
3. "Like a holiday"
4. "Not the one I need"
5. "I thought I knew you"
6. "Take me back"
7. "Good Morning"
8. "Upside down"

## Listplaceringar
| Lista (2008–2009) | Position |
| ----------------- | -------- |
| Sverige           | 11       |